# مركز العصله
مركز العصله أحد المراكز الإدارية التي تتبع محافظة تربة في منطقة مكة المكرمة.

## الوصف
تبعد القرية عن المحافظة 27 كم بإتجاه الشرق، نوع الطريق أسفلت 20 كم وطريق سهل 7 كم. الخدمات التعليمية: مدرسة سعيد بن زيد الابتدائية بنين، ومدرسة العصله الابتدائية بنات. أقرب مدينة أو قرية بها صحة هم مركز شعر. الخدمات العامة: مركز إداري وكهرباء عامة وهاتف و خدمة بلدية.